# Škoda
|  | Per a altres significats, vegeu «Skoda». |

Škoda Auto, (Pronunciació txeca: [ˈʃkoda] ( escolteu-ho)) és un fabricant d'automòbils txec i a més és una de les quatre empreses de cotxes més antigues del món. El 1991 es va convertir en una subsidiària del Grup Volkswagen.

## Orígens

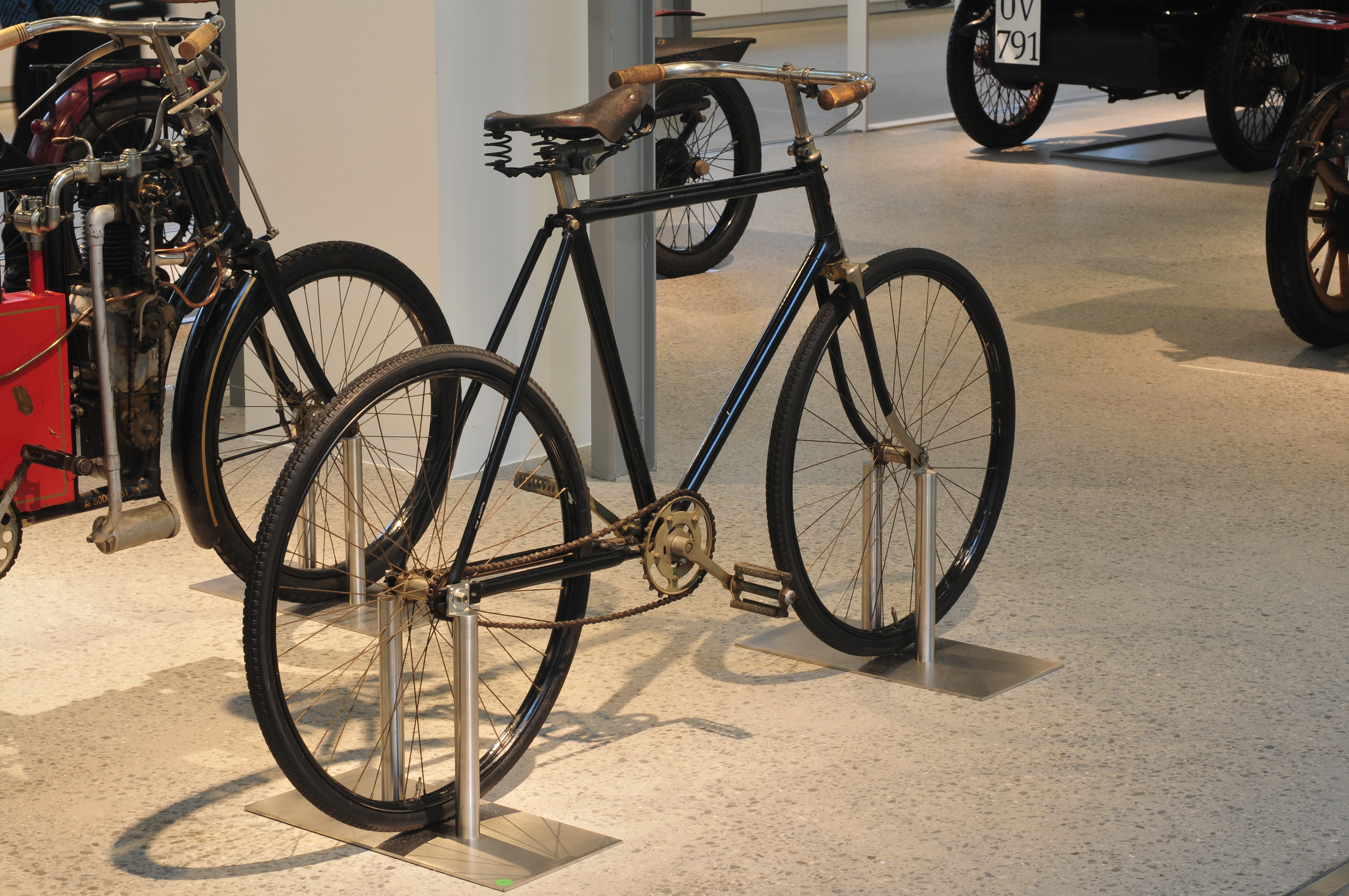
Bicicleta Laurin & Klement (1890)

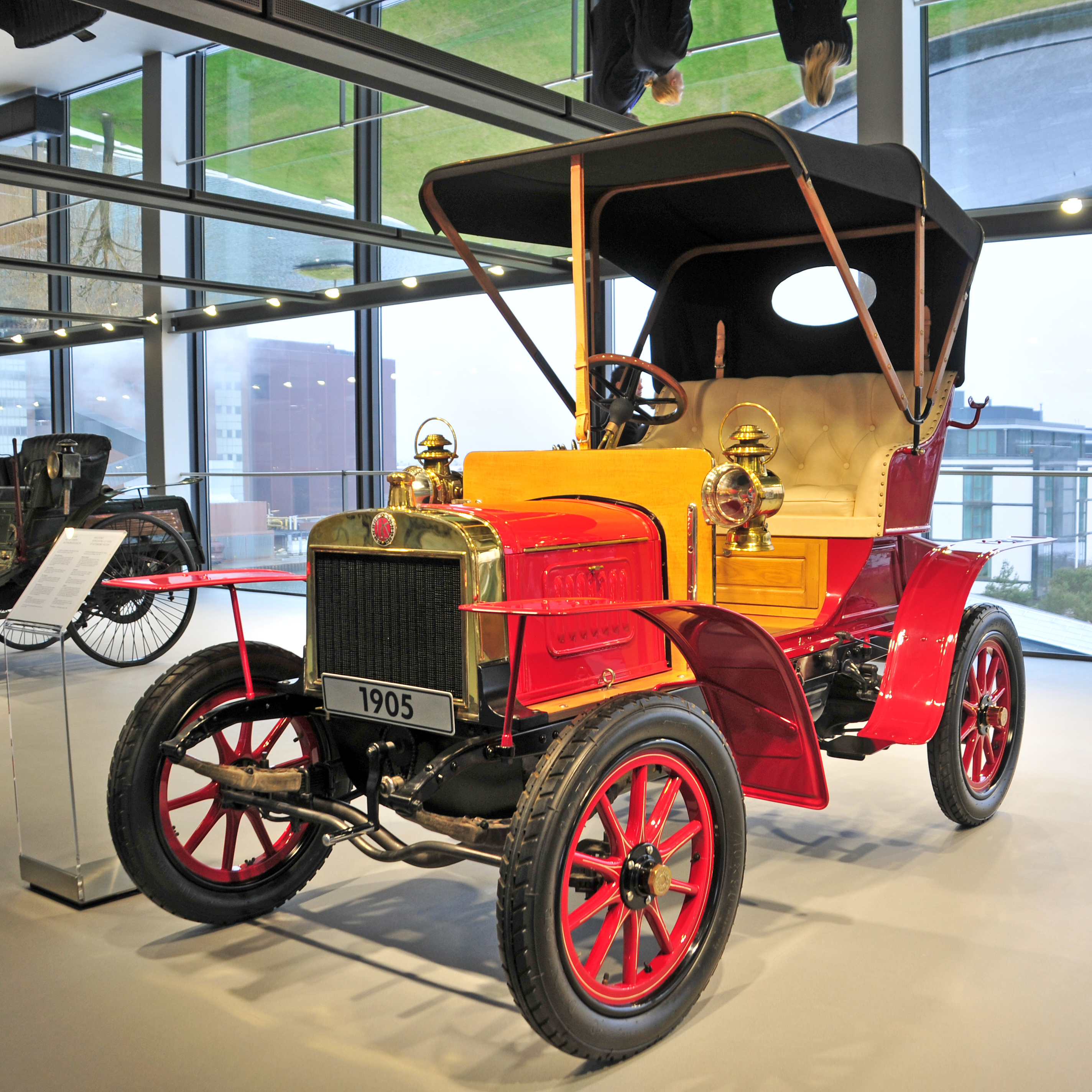
Laurin & Klement A (1898)

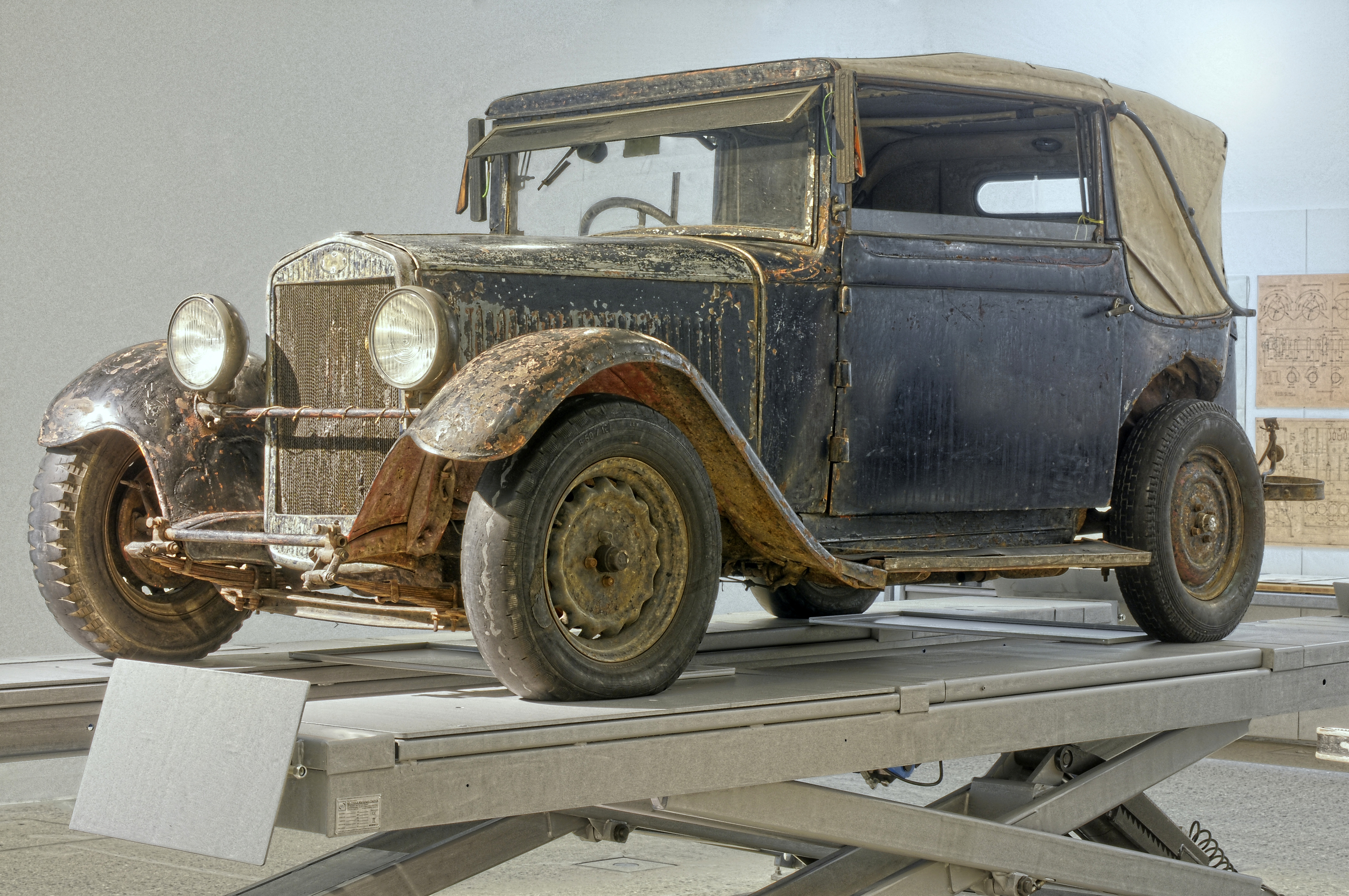
Škoda 422 (1930)

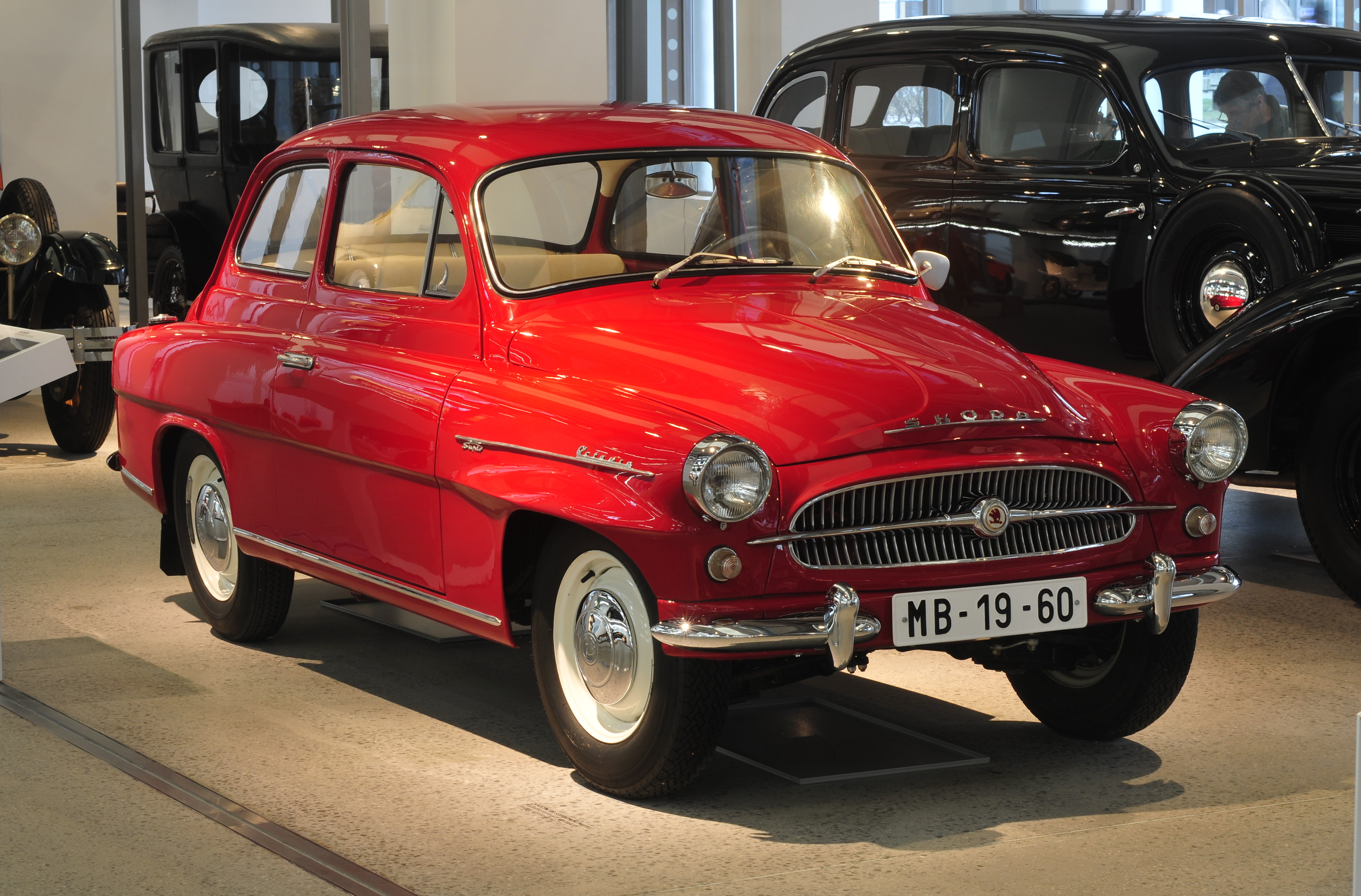
Škoda Octavia Super (1960)

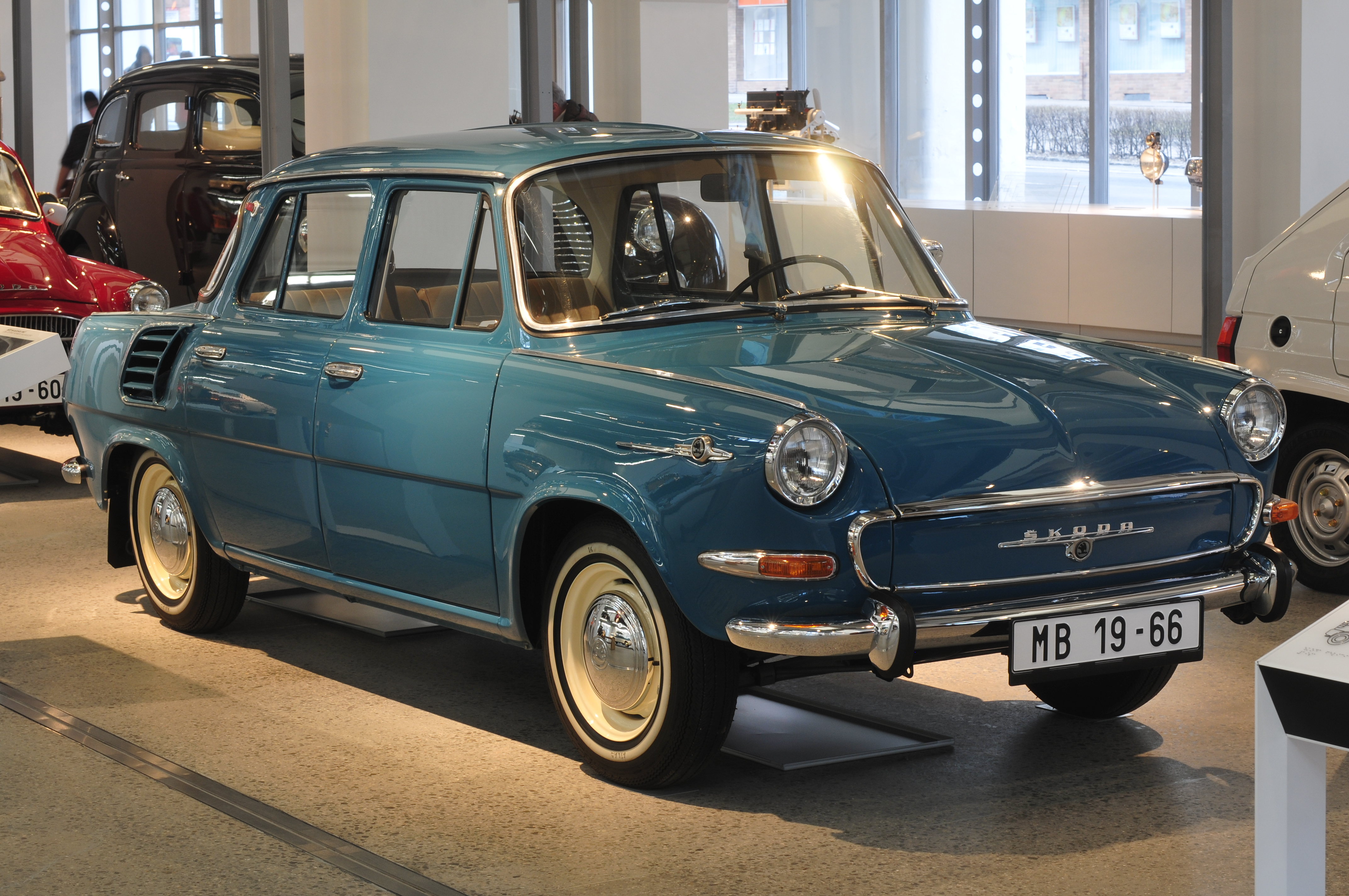
Škoda MB 1000 (1966)

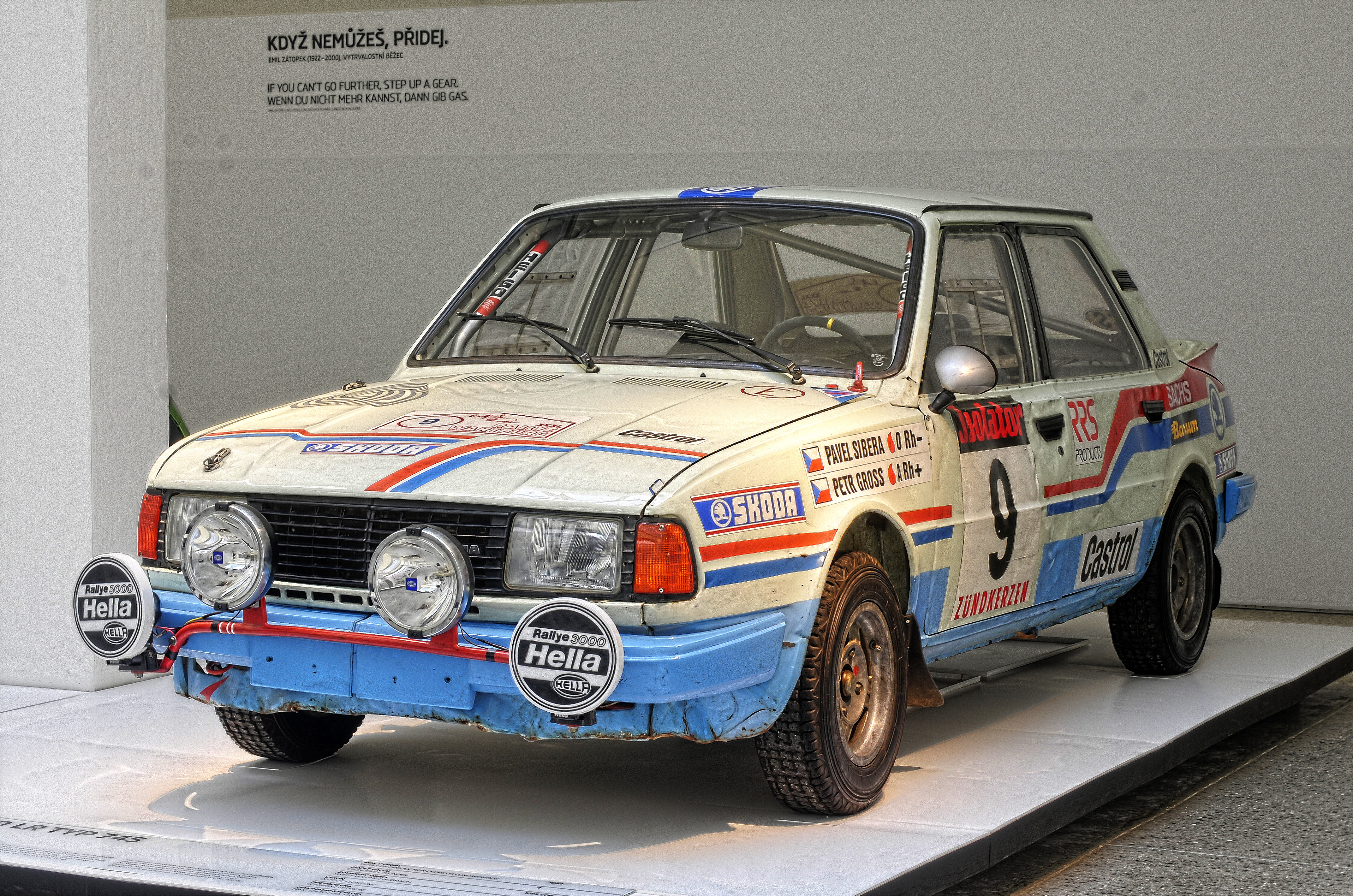
Škoda 136 LR (1984)

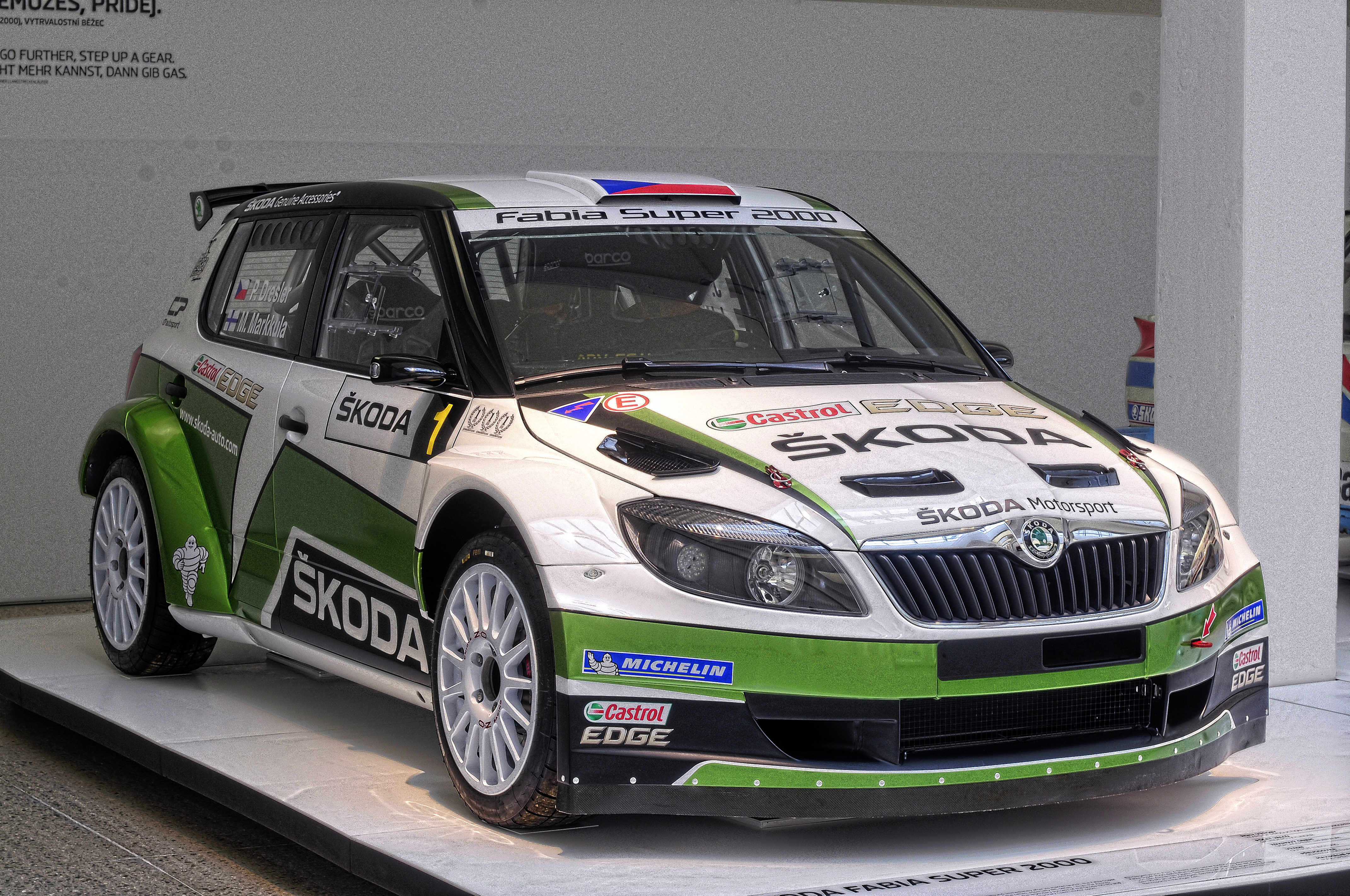
Škoda Fabia Super 2000

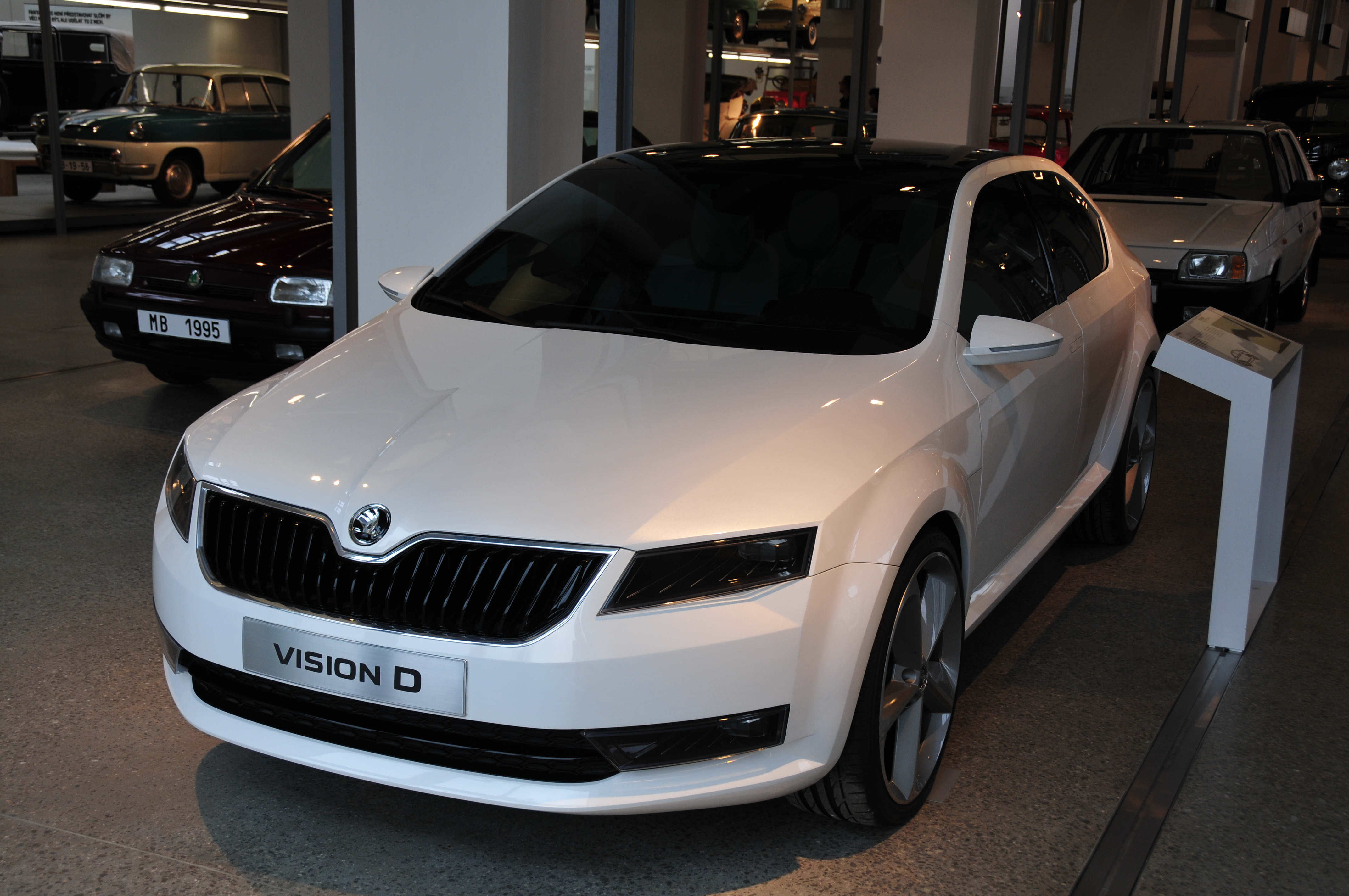
Škoda Vision D (2011)

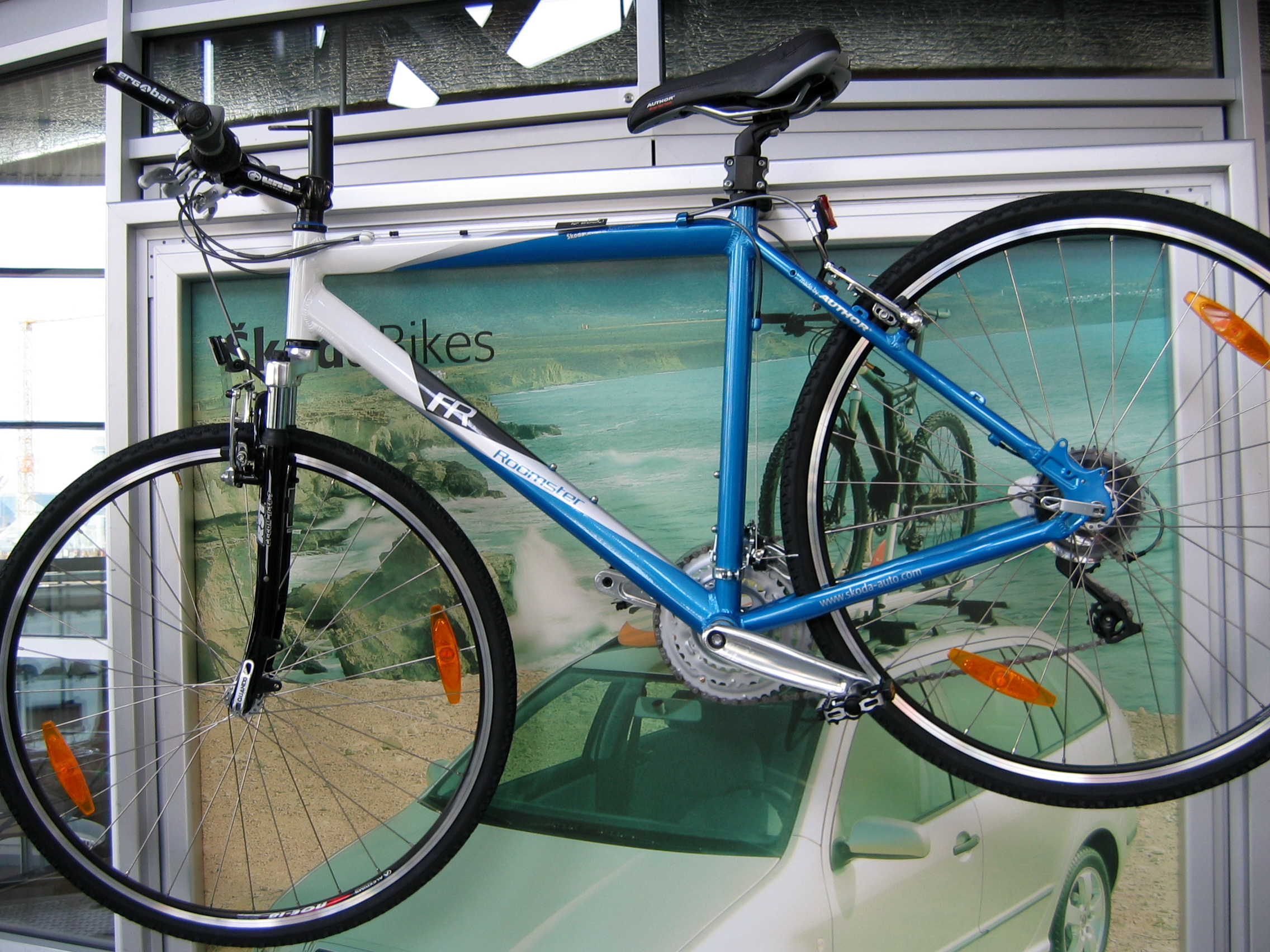
Škoda bike 2007

Els orígens de Skoda es remunten al principi de la dècada de 1890, quan com molts altres fabricants d'automòbils, van començar a construir bicicletes. Cap a 1894, un jove de 26 anys anomenat Václav Klement, que era llibreter de la ciutat de Mladá Boleslav en l'actual República Txeca (que en aquells dies formava part de l'Imperi Austrohongarès), va ser incapaç d'aconseguir les peces necessàries per a reparar la seva bicicleta alemanya. Klement va retornar la seva bicicleta als fabricants, Seidel i Naumann, amb una carta en txec demanant-los les peces necessàries per a la reparació, encara que només va rebre per resposta una carta en alemany dient: "Si vol una resposta per a la seva petició, hauria d'intentar escriure en un idioma que entenguem". Klement es va sentir disgustat, i encara que no tenia coneixements tècnics previs, va decidir obrir la seva pròpia botiga de reparació de bicicletes amb l'ajut de Václav Laurin. Van obrir en 1895 en Mladá Boleslav. Laurin ja era un fabricant de bicicletes en la ciutat propera de Turnov abans de començar el nou negoci amb Klement.
En 1898, després del trasllat a la nova fàbrica que havien construït, van comprar una motocicleta Werner produïda per l'empresa francesa Werner Brothers. La primera motocicleta de Laurin i Klement, que tenia el motor situat en la forqueta de la roda davantera, va demostrar ser perillosa i res confiable, el mateix Laurin va perdre una dent en un accident amb aquesta. Amb la finalitat de dissenyar una màquina més segura i l'estructura de la qual estigués entorn del motor, ambdós van escriure a l'especialista en ignició alemany Robert Bosch per a demanar-li consell sobre un sistema electromagnètic diferent. La nova motocicleta fabricada, de nom Slavia, va fer el seu debut en 1899. Un any més tard, en 1900, la companyia comptava amb 32 empleats i l'exportació de la Slavia va començar amb 150 motocicletes enviades a l'empresa Hewtson de Londres. Poc després la premsa diària els va denominar com els primers fabricants de motocicletes. En 1905 van incorporar a la seva producció els automòbils.
El seu primer model, Voiturette A, va ser un èxit i la companyia es va establir a nivell de l'imperi Austrohongarès i internacionalment. Durant la Primera Guerra Mundial Skoda va fer tasques de producció per a la guerra. Després de la primera Primera Guerra Mundial l'empresa va començar a produir camions, però en 1924, després de diversos problemes i un incendi, la companyia va buscar un soci. Com a resultat va sorgir Skoda Works, la major empresa industrial de l'Imperi Austrohongarès i, posteriorment, Txecoslovàquia, encara que la major part de la producció seguia sota el nom de Skoda.
La nova marca va voler col·laborar amb els millors fabricants europeus per tal de fabricar els seus vehicles i el 1919 va arribar un acord amb la catalana Hispano-Suiza per tal de poder fabricar el motor V8 T-31. El 1925 van acordar que Skoda fabricaria sota llicència el vehicle H6B, que inicialment només muntaven les peces però a partir de 1926 fabricava íntegrament a les seves instal·lacions. El maig de 1926 va sortir de les instal·lacions de Skoda a Pilsen el primer vehicle fabricat a la nova etapa de la societat, la limusina de luxe Skoda Hispano-Suiza 25/100 PS que va rebre el president de Txecoslovàquia Tomas Masaryk, que el féu servir durant deu anys com a vehicle oficial. D'aquest model se'n van fabricar 150 unitats entre 1926 i 1929.
Després de diversos problemes durant la gran depressió econòmica, Skoda va reprendre el seu èxit amb models com el Skoda Popular a mitjans de la dècada de 1930. Durant l'ocupació de Txecoslovàquia en la Segona Guerra Mundial, la producció de l'empresa va ser part d'Hermann Göring Werke amb la finalitat d'afegir suport al bàndol alemany.

## Després de la Segona Guerra Mundial
El juliol de 1945, la fàbrica de Mladá Boleslav ja havia estat reconstruïda i la producció del primer cotxe Skoda després de la Segona Guerra Mundial s'inicia, donant lloc a la sèrie 1101. Essencialment es tracta d'una versió millorada del Skoda Popular anterior, en el qual basa el seu disseny. En tardor de 1945, Skoda (així com tots els fabricants importants) va passar a formar part de l'economia centralitzada del règim comunista. Malgrat les condicions polítiques desfavorables i de perdre el contacte amb models produïts fora dels països comunistes, Skoda va seguir tenint una bona reputació fins als anys 60, produint cotxes com el Skoda 440 Spartak, 445 Octavia, Felicia i Skoda 1000 MB. Skoda ha estat una marca de reconegut prestigi internacional per la fabricació de cotxes segurs i resistents.
A la fi de la dècada de 1980, Škoda (que llavors es deia Automobilové závody, národní podnik, Mladá Boleslav) encara produïa conceptes de cotxes dels anys 60. Els models amb el motor del darrere es venien i es comportaven molt bé quan s'enfrontaven a models més moderns en carreres com el Ral·li RAC en els anys 70 i els 80, amb models com el Skoda 105/120, Estelle i Rapid. Així van guanyar la seva categoria del Ral·li RAC durant 17 anys. El motor tenia 130 cavalls de vapor i un motor de 1289 centímetres cúbics. Malgrat la seva antiguitat i de ser l'objecte d'acudits, els Skoda seguien sent visibles en les carreteres de l'Europa Occidental i el Regne Unit en els anys 70 i 80.
Es van produir versions esportives per a l'Estelle i models anteriors usant el nom de versió Rapid. També es van produir cabrios de capota tova. Al Rapid se li coneixia com el "Porsche de l'home pobre" i es va vendre en abundància en el Regne Unit durant els anys 80.
El punt d'inflexió va arribar en 1987 amb el Skoda Favorit. El disseny del Favorit va ser responsabilitat de la companyia italiana Bertone. Amb una mica de tecnologia de motor de companyies d'Europa occidental, però encara usant el motor de 1289 centímetres cúbics de Skoda, els enginyers txecs van assolir dissenyar un cotxe similar a les produccions occidentals. La diferència tecnològica encara existia, però va començar a reduir-se ràpidament. Malgrat ser encara objecte de mofa en occident, els Favorit van ser molt populars en Txecoslovàquia i en els països del Bloc de l'Est. També es van vendre relativament bé en l'Europa occidental, especialment en el Regne Unit, on es veien com durs i de fiar, alhora que una bona inversió. Els seus nivells d'acabat van ser millorant fins a l'arribada del Felicia en 1996.

## Subsidiària del Grup Volkswagen
La Revolució de Vellut va portar grans canvis polítics i econòmics a Txecoslovàquia, i la majoria de les indústries es van privatitzar. En el cas de Skoda el govern va decidir portar un soci fort de l'estranger. La batalla va ser entre Volkswagen i el fabricant francès Renault, que va perdre la batalla, perquè el seu pla estratègic no incloïa la producció de models d'alt valor en les fàbriques de la República Txeca. El seu pla era produir el cotxe urbà Renault Twingo en les fàbriques de Skoda.
Volkswagen va ser la triada en 1990 i a l'abril de 1991 Skoda es va convertir en la quarta marca del Grup Volkswagen. Quan es va prendre la decisió de privatitzar Skoda amb l'ajuda d'una gran companyia alemanya va sorgir la controvèrsia. No obstant això, veient la sort que van tenir altres fabricants d'automòbils d'Europa de l'Est com Lada-AutoVAZ i Zastava, o la mateixa Skoda works itself, que en el passat havia estat la matriu de Skoda Auto, indica que la decisió va ser l'encertada.
El disseny d'estil i enginyeria ha millorat enormement gràcies al suport i les inversions de VW. El model Felicia de 1996 encara està basat en el Favorit, però millores en la qualitat van ajudar i van aconseguir que el cotxe fos un èxit en la República Txeca. Els models posteriors Octavia i Fabia van aconseguir obrir-se camí en l'exigent mercat de la Unió Europea. Es construeixen en les plantes comunes del grup Volkswagen, i així l'Octavia es construeix en la fàbrica del Golf, el que ho relaciona amb el Volkswagen Golf, l'Audi A3 i el SEAT León.
La percepció de Skoda a Europa occidental ha canviat completament. A mesura que el desenvolupament tècnic avançava i sortien nous models més atractius al mercat, la imatge de Skoda va començar a millorar. En el Regne Unit el canvi va arribar amb la campanya "It is a Skoda, honest" ("És un Skoda, honrat") que va començar a principis de 2000. En un anunci de 2003 en la televisió britànica, un nou empleat en la cadena de producció està posant xapes de Skoda en el capó dels cotxes. Quan altres cotxes de disseny s'apropen el cotxe Skoda retrocedeix, ja que els altres es veuen tan bonics que no han de ser Skoda... Aquesta campanya publicitària va funcionar, ja que es va ensenyar el mateix problema d'imatge de Skoda, el que significa una campanya publicitària molt arriscada. Si els models Fabia i Octavia no haguessin estat excel·lents cotxes, la companyia hauria estat contraproduent per a Skoda. En 2005, Skoda venia 30.000 unitats a l'any en el Regne Unit, amb una quota de mercat de més de l'1%. Per primera vegada, els Skoda tenia una llista d'esperar per a compres. Els amos d'un Skoda situen els seus cotxes en les primeres posicions de les enquestes de satisfacció angleses en els últims anys.
Skoda té plantes de fabricació i assemblatge incloent la de Sarajevo a Bòsnia i Hercegovina, o la planta en la ciutat d'Aurangabad en l'estat oest de l'Índia de Maharashtra.
Skoda va participar en el Campionat Mundial de Ral·lis amb el Skoda Fabia WRC fins a l'any 2005. En 2006 va participar però formant part d'un equip privat.
En 2006 Skoda va presentar el seu nou model, el Roomster, que és una petita furgoneta amb un disseny únic, que reflecteix les tendències futures. A la fi de desembre de 2006 Skoda també va presentar les primeres fotos oficials del nou Fabia, el model que reemplaça a l'actual en 2007.
Un nou cotxe-concepte es va presentar en el Saló de l'Automòbil de París al setembre de 2006. El concept es diu Joyster i és un cotxe compacte de 3 portes per a gent jove.
El 22 de novembre de 2006 la companyia va aconseguir l'objectiu esperat de produir 500.000 cotxes en un any per primera vegada en la seva història, ja que en 2005 la companyia havia produït 494.637 cotxes. Així, 2006 es va tancar havent produït 550.000 cotxes.